# 中村事件
中村事件是九一八事變前在大兴安岭东侧发生的一次秘密处决事件。日本一般称之为中村大尉事件或中村大尉殺害事件。1931年（昭和6年）6月27日，出生于日本新潟县蒲原郡（属下越地方）的陆军参谋中村震太郎（1897年—1931年）等3人受命前往中国大兴安岭东侧进行为绘制军用地图而实施的调查，但是这次调查是违反禁止进入区域条约的。中村等人谎称是农业专家开始在当地进行调查，在调查途中被张学良部下关玉衡扣留。中村等人随即被处决，张学良下令灭迹，于是他们的尸体遭到焚烧。根据日本方面记载，此后关玉衡被判死刑。但他实际上并未被处死，直到1965年才病逝。

## 此事件中死亡者
- 中村震太郎（陸軍步兵大尉，后特进参謀本部部員陸軍步兵少佐）
- 井杉延太郎（退役兵曹長，陸軍軍属，是位于昂昂溪区的旅馆昂荣馆的主人）
- 哈密太·施洛克夫（ハミタイ・シローコフ，白俄罗斯人）
- 姓名不详（蒙古人）

## 事件背景
关于在九一八事变前夕发生的本次事件，日本相关记载认为：张学良实行国民政府的政策，实施革命外交、排日运动。设立满铁包围线，在葫芦岛实行满铁枯渴政策，1930年5月30日間島共產党暴動（日方称中国军队对居住于間島的朝鲜人民进行虐杀、暴行掠夺），1930年9月15名朝鲜人、2名日本警官被枪杀，中国对满洲朝鲜族农民进行迫害，1931年7月万宝山事件发生，中国违反《关于南满洲及东部内蒙古之条约》（南满东蒙条约）第3条，对日本移民进行迫害，处罚借给日本人土地、房屋的中国人都是导致中日关系恶化的原因。而中国一般认为这些事件都是日本侵略者捏造的，日本为侵略中国挑拨中国与朝鲜关系，制造事端。
后来南京国民政府外交部长发表了让日本返还旅顺、大连租借地，回收满铁、让关东军撤退等言论。推行排日运动、排日教育（日方称中国政府侵犯了日本、朝鲜移民的居住权、营业权）。
此后政府方面因内蒙盗贼横行开始限制外国人进入（日方称此举是因为对日本的嫌恶，是针对日本的）。
日本方面还称中国政府滥用治外法权，对居住于洮南的日本人进行压迫，对東亚勧業株式会社位于通辽的农场进行迫害。

## 事件经过

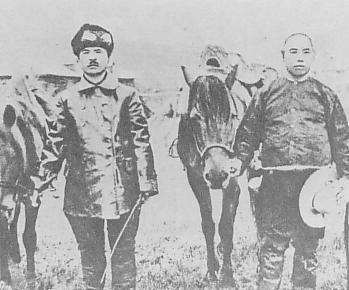
左起：中村震太郎、井杉延太郎

1931年6月，日本关东军大尉中村震太郎和日本陸軍退役准尉井杉延太郎，从奉天总领事馆处获得护照，但却在政府明令禁止进入兴安岭地区的情况下进入哈尔滨，当受到中国政府警告时，他们化装成农业技师。装扮成蒙古人，与一名蒙古人和一名白俄罗斯人向导在外国人禁入的大兴安岭索伦一带作军事调查，被中国东北军兴安屯垦公署第三团团副董昆吾发现并扣留。在证据确凿情况下，第三团团长关玉衡下令秘密处决中村震太郎。关玉衡随后将情况上报。在北平的张学良得知后，立即电令“妥善灭迹，做好保密”。然而日军还是得知了这个消息，向中華民國國民政府的外交部要求调查。日本宣称东北军士兵因谋财害命而杀死中村震太郎，威逼中国交出关玉衡；并在日本民众中煽风点火，用“中村事件”和“万宝山事件”诬陷中国“损害日韩移民”。张学良迫于压力，将关玉衡押解至沈阳。1931年9月17日，关玉衡被带去向日本驻沈阳总领事林久治郎陈述经过；次日，九一八事变爆发。
中村震太郎死後，獲贈位階從六位勳四等。1932年4月23日，靖國神社臨時大祭，將中村震太郎入祀。1933年，用來紀念中村震太郎與井杉延太郎的紀念碑與「老爺廟」完工，設計者是伊東忠太。

## 参看
- 万宝山事件
- 柳条湖事件
- 兴安屯垦区
- 九一八事变

## 脚注
1. ↑  渡部昇一『全文 リットン報告書』
2. ↑  . 中国社会科学出版社. 2006: 74. ISBN 978-7-5004-5497-7.
3. 1 2  伊東六十次郎『満洲問題の歴史』
4. ↑  『日本外交史 18 満州事変』鹿島研究所出版会
5. ↑  . 黒龙江人民出版社. 1999: 327–28.
6. ↑  潘强恩 编著. . 青苹果数据中心. 9 February 2014: 8–. GGKEY:2WCLQ1ZRQ5R.
7. ↑  楚云. . 时事出版社. 2005: 7–8. ISBN 978-7-80009-864-2.